# Забранский, Адольф
Адольф Забранский (чеш. Adolf Zábranský; 29 ноября 1909, г. Рыби — 9 августа 1981, г. Прага) — чешский живописец, график и иллюстратор литературы.

## Биография
А. Забранский учился живописи у Франтишека Киселы и Вилли Новака.
Был членом Общество художников Манеса (SVU Mánes) и Союза чехословацких живописцев.
Из его художественных работ следует назвать в первую очередь монументальные полотна, например изображение Гржанского дворца. Другой большой темой в творчестве художника являлось иллюстрирование книг, в первую очередь детских. Создал иллюстрации для Ганужки и Мартинки (Hanýžku a Martínka) Йиндржиха Бара, Нам хорошо на свете (Je nám dobře na světě) Франтишека Грубина, Старым летописям (Ze starých letopisů) Ивана Ольбрахта и др.

## Заслуги
- В 1972 году за свои рисунки к детской литературе А. Забранский был удостоен почётного диплома[3] премии имени Х. К. Андерсена IBBY.
- Забранскому было присвоено почётное звание Народный художник Чехословакии.

## Галерея
- Иллюстрации к детской литературе работы А. Забранского Архивная копия от 26 января 2010 на Wayback Machine

## Книги
- Denk Petr. Ringelreihen. Verse und Spruche. — Praha: Artia, 1956. — 136 с.
- Kubin Josef. Kdyz se certi rojili. — Praha: Albatros, 1970. — 111 с.